# République de Zakopane
1918–1918
Entités précédentes :
- Royaume de Galicie et de Lodomérie (Autriche-Hongrie)

Entités suivantes :
- Deuxième République de Pologne

La république de Zakopane se réfère à un territoire de Galicie, centré sur la ville de Zakopane (aujourd'hui dans le sud de la Pologne), qui a créé son propre parlement, l'« Organisation nationale », le 13 octobre 1918. Le principal but de ce parlement était de rejoindre un état polonais indépendant.
Le 30 octobre, la République de Zakopane proclama son indépendance de l'Autriche-Hongrie. Elle fut attachée à la Pologne nouvellement indépendante le 16 novembre 1918.
Le président de cette république était l'écrivain polonais Stefan Żeromski.